# В поисках эпитафии
В поисках эпитафии. Кэйдзё, 62 год эпохи Сёва (кор. 碑銘을 찾아서. 京城, 쇼우와 62년) — роман корейского писателя Пок Коиля (кор. 복거일, англ. Bok Geo-il), посвященный альтернативной истории.

## Временная ветвь романа
26 октября 1909 года сорвалось покушение Ан Чунгына на Ито Хиробуми. История пошла по другому пути: Япония сохраняла нейтралитет во Второй мировой войне, благодаря чему сохранила свои территории и осталась военизированным государством. В Китае после ультиматума премьер-министра Японии Тодзё Хидэки коммунисты были вынуждены прекратить наступление на юг и по итогам гражданской войны страна была разделена на четыре части: Маньчжоу-го, КНР (к северу от р. Хуанхэ), Китайскую Республику (к югу от Хуанхэ) и город-государство Шанхай. Последний является единственным местом на Земле, где сохраняется корейский язык — корейцы к году действия романа — 1987 — оказались почти полностью ассимилированы. В 1987 году Японская империя является безусловным гегемоном в Восточной Азии и третьим — после США и СССР — по влиянию государством мира. В Японии постепенно нарастает демократическое движение, встречающее противодействие правительственной «Истинной партии Японии».

## Особенности романа
Роман посвящён 1987 году — 62 году эпохи Сёва. Он разбит на 12 глав — по одной на каждый месяц. Каждая глава разбита на несколько частей. Каждую часть предваряет эпиграф — как из реальных книг, так и из произведений, вымышленных автором.
Географические названия в романе приведены в японском звучании, что весьма нетипично для корейских текстов.

## Сюжет романа
Киносита Хидэё (яп. 木下英世) — служащий фирмы в Кэйдзё. Он женат, у него есть дочка по имени Кэйко. Однажды он встречает дочь князя Симадзу и влюбляется в неё. Однако девушка предпочла ему их общего знакомого — американца Андерсона, журналиста, пишущего статьи об отношениях Японии и Маньчжоу-го. Киносита расстроен, он подозревает, что её отказ связан с тем, что Хидэё — этнический кореец. Через какое-то время он начинает интересоваться корейской историей и пытаться выучить язык, на котором говорили его предки. Встретившись с непониманием и отторжением окружающих, Киносита бросает семью и уезжает в Шанхай.